# Подлесный (Новосибирская область)
Подлесный — посёлок в Убинском районе Новосибирской области. Входит в состав Борисоглебского сельсовета.

## География
Площадь посёлка — 52 гектара.

## История
В 1976 г. Указом Президиума ВС РСФСР посёлок фермы №4 совхоза «Убинский» переименован в Подлесный.

## Население
| 2002 | 2007 | 2010 |
| ---- | ---- | ---- |
| 137  | ↗143 | ↘108 |

## Инфраструктура
В посёлке по данным на 2007 год функционирует 1 учреждение здравоохранения.